# Aircraft Owners and Pilots Association
A Aircraft Owners and Pilots Association (AOPA) é uma organização política americana sem fins lucrativos com sede em Frederick, Maryland, que defende a aviação geral. Os membros da AOPA consistem principalmente de pilotos de aviação geral nos Estados Unidos. A AOPA existe para servir aos interesses de seus membros como proprietários de aeronaves e como pilotos e para promover a economia, segurança, utilidade e popularidade do voo em aeronaves da aviação em geral.
Com 384.915 membros em 2012, a AOPA é a maior associação de aviação do mundo, embora tenha diminuído o número de membros de 414.224 em 2010, uma perda de 7% em dois anos. A AOPA é afiliada a outras organizações semelhantes em outros países por meio da filiação ao "International Council of Aircraft Owner and Pilot Associations" (IAOPA). Em 2015, a AOPA foi introduzida no "International Air & Space Hall of Fame" no "San Diego Air & Space Museum".

## História
A organização começou no Wings Field em Blue Bell, Pensilvânia. Em 24 de abril de 1932, o "Philadelphia Aviation Country Club" foi fundado em "Wings Field". O clube de campo era o local das reuniões dos membros que fundaram a AOPA. A AOPA foi incorporada em 15 de maio de 1939, com C. Towsend Ludington servindo como o primeiro presidente. Em 1971, a organização comprou a "Airport World Magazine", transferindo suas operações para Bethesda, Maryland.

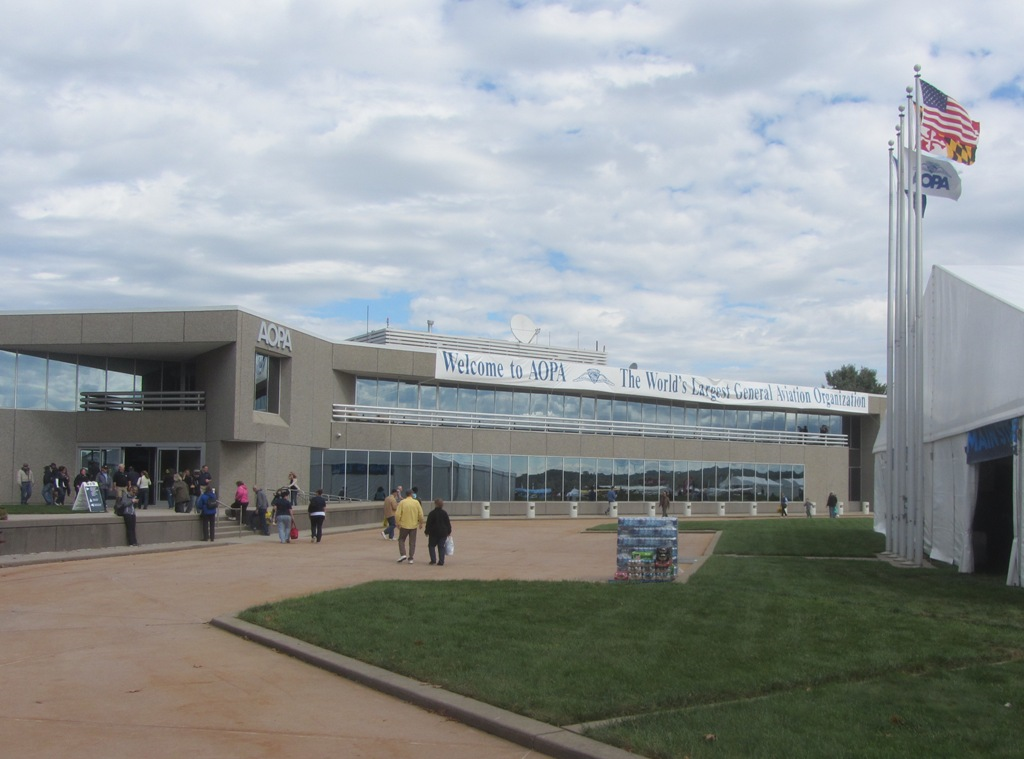
Edifício sede da AOPA.

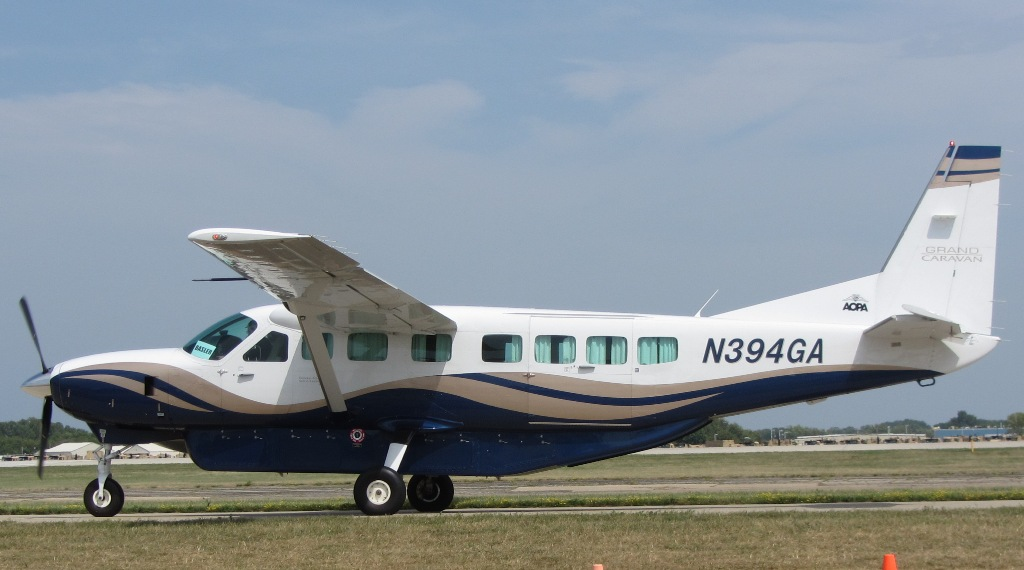
Um Cessna Grand Caravan de propriedade da AOPA.

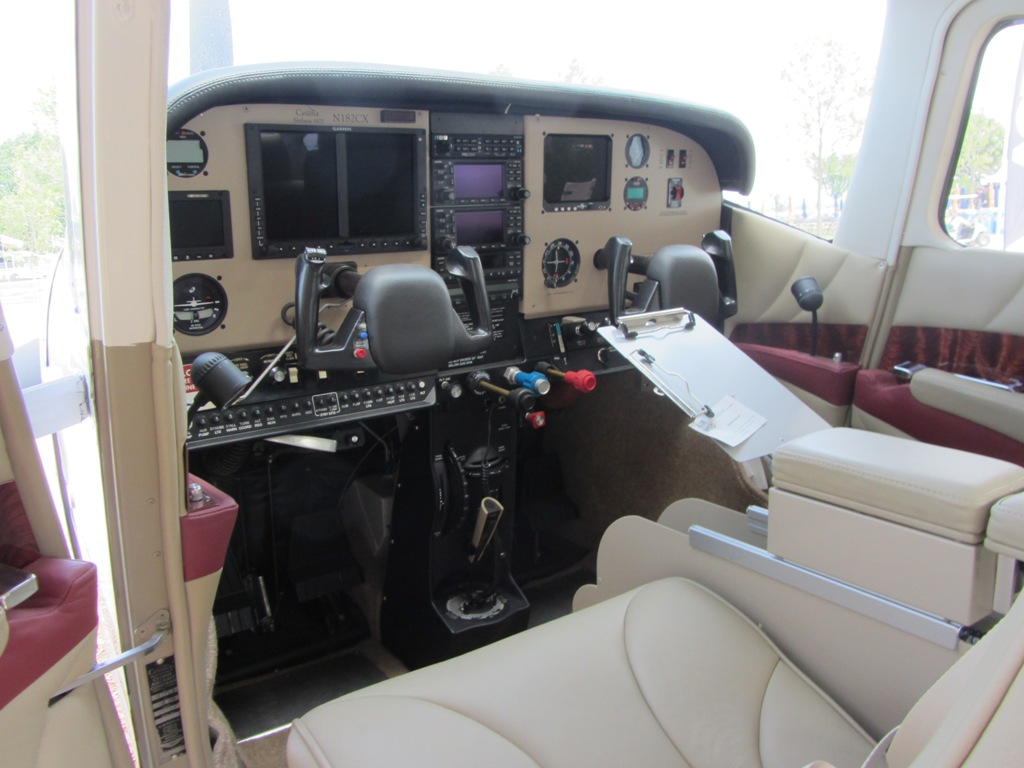
Painel atualizado de um Cessna 182 em publicação da AOPA de 2011.

## Programas
A AOPA tem vários programas, entre eles:
- A AOPA Foundation, é a organização de caridade (501(c))(3) da AOPA.[11] Os quatro objetivos da fundação são melhorar a segurança geral da aviação (sob os auspícios de seu Instituto de Segurança Aérea), aumentar a quantidade de pilotos, preservar e melhorar os aeroportos comunitários e fornecer uma imagem positiva da aviação geral.[11]
- O AOPA Political Action Committee, é apenas para membros da AOPA. Por meio de lobby, representa os interesses da aviação geral perante o Congresso, o Poder Executivo e os governos estaduais e locais. O AOPA PAC faz campanha em favor de candidatos federais, estaduais e locais que apóiam suas políticas e se opõem àqueles que não o fazem por meio de campanhas de publicidade e adesão.[12]
- O GA Serves America, foi criada para promover a aviação geral para o público.[13]
- O Legal Services Plan/Pilot Protection Services fornece aos membros da AOPA defesa legal contra alegadas acusações de feitas pela FAA, bem como assistência na obtenção de um médico de voo da FAA. A inscrição no Pilot Protection Services está aberta apenas para membros da AOPA e requer um pagamento adicional além das taxas. O Plano de Serviços Jurídicos foi combinado com o antigo programa médico em maio de 2012 sob o nome de "Pilot Protection Services". O Plano de Serviços Jurídicos foi criado em junho de 1983.[14]
- O Air Safety Institute (anteriormente "Air Safety Foundation") é uma organização separada, sem fins lucrativos e isenta de impostos, que promove a segurança e a proficiência do piloto na aviação geral por meio de treinamento de qualidade, educação, pesquisa, análise e divulgação de informações.[15]

## Eventos
A AOPA patrocina seu próprio "fly-in" e "open house" em Frederick, Maryland. O evento anual começou em 1991 com 125 aeronaves. Em 2001, a participação cresceu para 760 aeronaves. O evento foi cancelado por cinco anos após os ataques de 11 de setembro de 2001 e as consequentes mudanças no espaço aéreo, mas foi retomado em 2006. Com o advento da pandemia o AOPA fly-in foi cancelado em 2020 e 2021, mas está pronto para ser retomado assim que possível.